# Sclerochiton
Sclerochiton es un género de plantas con flores perteneciente a la familia Acanthaceae. El género tiene 25 especies de hierbas descritas y de estas, solo 7 aceptadas.

## Taxonomía
El género fue descrito por William Henry Harvey y publicado en London Journal of Botany 1: 27. 1842. La especie tipo es: Sclerochiton harveyanus Nees. 

## Especies aceptadas
- Sclerochiton boivinii (Baill.) C.B. Clarke
- Sclerochiton caeruleus S. Moore
- Sclerochiton insignis (Mildbr.) Vollesen
- Sclerochiton kirkii (T. Anderson) C.B. Clarke
- Sclerochiton nitidus (S.Moore) C.B.Clarke
- Sclerochiton preussii (Lindau) C.B. Clarke
- Sclerochiton vogelii (Nees) T.Anderson